# Паци завера
Паци завера је била завера чланова породице Паци и њихових сарадника, да смакну Медичи породицу са места владара ренесансне Фиренце. Дана 26. априла 1478. су покушали да убију Лоренца де Медичија и његовог брата Ђулијана де Медичија. Лоренцо је рањен, али је Ђулијано убијен. Неуспех плана је заправо ојачао позицију Медичи породице, а Паци породица је протерана из Фиренце.

## Завера

### Историја
Франческо дела Ровере, који је дошао из сиромашне породице из Лигурија је био изабран за папу 1471. Као Сикст IV је био богат и моћан и желео је да додели моћ и богатство својим нећацима из породица дела Ровере и Ријарио. Кроз неколико месеци је Ђулијана дела Ровера (будућег папу Јулија II) и Пиетра Ријарија поставио на места кардинала и бискупа; још четири нећака ће касније исто довести на место кардинала.  За Ђироламу Ријарију, који му је можда био и син је купио Имолу, мали град у Ромањи, са циљем да успостави новоу папску државу у тој области.
Имола се налазила на трговачком путу између Фиренце и Венеције. Лоренцо де Медичи је уговорио да је у мају 1473. купи од Галеза Мариа Сфорзе, војводе Милана, за 100.000 Фиорини, али је Галеза одлучио да је прода за 40.000 дуката папи, али са условом да се његова ванбрачна ћерка Катерина уда за Ђиролама.
Паци породица није била једини покретач завере. Салвиати, папски банкари у Фиренци, су били у центру завере. Папа Сикст IV је био непријатељ Медичијевих. Он је купио од Милана Имолу, утврђење на граници између папске државе и Тосканске територије, коју је Лоренцо желео да купи за Фиренцу. Куповину је финансирала Паци банка, иако је Франческо Паци обећао Лоренцу да неће помоћи папи. Као награду, Сикст IV је доделио Паци банки права да управља папским финансијама. Сикст IV именовао свог нећака, Ђиролама Ријарија, за новог гувернера Имоле и Франческа Салватија као надбискупа Пизе.

### План
Ђироламо Ријарио, Франческо Салвати и Франческо Паци су осмислили план да убију Лоренца и Ђулијана де Медичија. Тражили су помоћ од папе Сикста, али је он веома пажљиво формулисо изјаву у којој је рекао да у погледу свог светог посла није био у стању да дозволи убијање. Он је јасно ставио до знања да ће бити од велике користи за папство да Медичијеви буду уклоњен са свог положаја власти у Фиренци и да ће бити љубазан према оном ко уради ово. Он је упутио људе да раде оно што они сматрају неопходним за постизање овог циља и рекао да ће им дати подршку коју је могао. Шифровано писмо у архиви Убалдини породице, откривено и декодирано 2004. године, открива да је Федерико да Монтефелтро, војвода Урбина, познати хуманиста и кондотјер папства, био укључен у заверу и да је 600 војника поставио изван Фиренце.

### Напад
У недељу, 26. априла 1478, током мисе у Фирентинској капели, пред више од 10.000 људи, Медичи браћа су нападнута. Ђулијано де Медичи је избоден 23 пута од стране Бернарда Бандија и Франческа Пација. Он је искрварио до смрти на поду капеле, али је његов брат Лоренцо побегао са тешким ранама, тако да овај напад није успео.
Већина завереника је убрзо ухваћена и погубљена по кратком поступку; пет, укључујући Франческа Пација и Салвиатија су обешени. Јакопо Паци, поглавар породице, јр побегао из Фиренце, али је ухваћен и враћен. Он је мучен, а онда обешен поред распаднутог леша Салвиатија. Сахрањен је у Санта Кроке, али му је тело убрзо ископано и бачено у јарак. Тада је вучено улицама и бачено у Арно, али су га деаца извадила из реке и окачила на врбу, бичовала га, а затим бацила назад у реку. Иако је Лоренцо апеловао на гомилу да не узима власт у своје руке, многи од завереника су убијени. Лоренцо је успео да спаси нећака Сикста IV, кардинала Рафаела Ријарија, који је готово сигурно био невина жртва. Главни завереници су гоњени по целој Италији. Између 26. априла, дана напада и 20. октобра 1478, укупно је осамдесет људи погубљено.:456 Барончели, који је успео да побегне у Цариград је ухваћен од стране султана Мехмеда II и погубљен 1479. Била су још 3 погубљења 6. јуна 1481. године.
Паци су протерани из Фиренце, а њихове земља и имовина конфискована. Њихово име и њихов грб су потиснути. Име је избрисано из јавних регистара и све зграде и улице које су носиле њихово презиме су преименоване.

## Последице
У периоду након "Паци" завере, папа Сикст IV је Фиренци забранио мису и евахристију. Сикст је окупио папску војску, као и краљ Напуља, Фердинанд I (зван Дон Феранте), са цињем да нападну Фиренцу. Без помоћи савезника у Болоњи и Милану, Лоренцо је отпловио до Напуља и себе ставио на милост краља Дон Феранта, у чијем је заробљеништву остао три месеца:223. Лоренцова храброст и харизма су убедила Феранта да подржи Лоренцове покушаје посредовања мира. Догађаји Паци завере су утицали на развој на Медичи режима на два начина: они су убедили присталице Медичија да је већи концентрација политичке моћи била пожељна и они су ојачали власт Лоренца. Охрабрени, Медичи породица спроводи нове реформе.
Али 1494. године, након што је Пиеро де Медичи свргнут са власти, Паци породица и многи други који су протерани из града, се враћају назад и почињу да се баве политиком.